# Ladislav Kupkovič
Ladislav Kupkovič (ur. 17 marca 1936 w Bratysławie, zm. 15 czerwca 2016) – kompozytor i dyrygent słowacki.

## Życiorys
Uczył się gry na skrzypcach oraz dyrygentury w konserwatorium w Bratysławie (1950–1955) oraz w akademii muzycznej (1955–1961). W zakresie kompozycji był samoukiem. W latach 1959–1960 był dyrygentem węgierskiego zespołu ludowego w Bratysławie, następnie od 1960 do 1963 roku grał jako skrzypek w orkiestrze Filharmonii Słowackiej. Od 1963 roku prowadził specjalizujący się w wykonawstwie muzyki współczesnej zespół kameralny Hudba dnešká, w 1968 roku był współorganizatorem Dni Nowej Muzyki w Smolenicach.
Po inwazji na Czechosłowację w 1968 roku opuścił ojczyznę i wyemigrował do RFN. W latach 1969–1971 był stypendystą Deutscher Akademischer Austauschdienst w Berlinie Zachodnim. Od 1973 roku był wykładowcą, a od 1976 profesorem kompozycji w Hochschule für Musik und Theater w Hanowerze.

## Twórczość
Już w swoich wczesnych kompozycjach kameralnych Kupkovič dobierał nietypowe zestawy instrumentów, czego efektem były później próby zreformowania tradycyjnego składu orkiestry symfonicznej, której obsadę określał jedynie ramowo i zrezygnował z udziału dyrygenta, przekazując dodatkowe informacje dla muzyków przez głośnik i wkomponowując sygnały synchronizacyjne w muzykę. Na przełomie lat 60. i 70. eksperymentował z otwartą formą koncertową o charakterze happeningowym, realizując makrokompozycje w otwartej przestrzeni miejskiej lub kilku lokalizacjach jednocześnie. Po okresie eksperymentowania wrócił do bardziej konwencjonalnych form twórczości, stosując prostą tonalność i eksponując tradycyjną wirtuozerię instrumentów smyczkowych, nawiązując stylistycznie do muzyki minionych epok.

## Wybrane kompozycje
(na podstawie materiałów źródłowych)

### Utwory orkiestrowe
- Ozveny (1965)
- Etiuda na orkiestrę kameralną (1968)
- Präparierter Text IV według Ricercaru a 6 z Musikalisches Opfer J.S. Bacha (1968, 2. wersja na orkiestrę symfoniczną w 9 grupach, 1970)
- Dioe na orkiestrę i dyrygenta (1968)
- Staccato na orkiestrę kameralną (1970)
- Stimmen na orkiestrę smyczkową (1970)
- Notausgang na orkiestrę i mikrofony (1970)
- Erinnerungen na orkiestrę i taśmę (1970)
- Treffpunkt na zespół instrumentów dętych o zmiennej obsadzie (1970)
- Intrada na instrumenty dęte blaszane w dowolnej obsadzie (1970)
- K. Rhapsodie na skrzypce i orkiestrę kameralną (1971)
- Fine Serenade mit dem Beckenschlag na orkiestrę smyczkową (1971)
- Monolith na 48 instrumentów smyczkowych (1971)
- klanginv-As¹-ion na instrumenty dęte i perkusję ad libitum (1971)
- Bahnhofsangriff na instrumenty dęte blaszane i drewniane i perkusję ad libitum (1971)
- Ein Gespräch mit Gott (1972)
- Das Gebet na orkiestrę smyczkową z wibrafonem i dzwonami (1972–1973)
- Concours na dowolny instrument solowy i orkiestrę (1973)
- Čarovné slačiky na 30 skrzypiec i instrumenty smyczkowe (1974)
- Serenata (1976)
- Postillon-Cornet na trąbkę i orkiestrę (1977)
- K.-u. K. Musik (1978)
- Cassation (1979)
- Schwetzinger Divertimento na orkiestrę smyczkową (1980)
- 3 koncerty skrzypcowe (I 1980, II 1981, III 1985)
- Koncert wiolonczelowy (1980)
- Koncert akordeonowy (1980)
- Koncert fortepianowy (1980)
- 2 symfonie (I 1981, II 1987)
- 2 Rococo Symphonies (I 1982, II 1982)
- Little Rococo Symphony na orkiestrę smyczkową (1981)
- Concertante na skrzypce, wiolonczelę, fortepian i orkiestrę (1982)
- Koncert Des-dur na fortepian i orkiestrę (1989)
- B-A-C-H Variations (1989)
- Katinkas Geheimnis na narratora i małą orkiestrę (1992)

### Utwory kameralne
- Maso kríža na puzon, 6 kotłów, 3 tam-tamy i dzwon kościelny (1961–1962)
- Psalm na 4 rogi (1962)
- Výkriky na flet, klarnet basowy, fortepian i perkusję (1964)
- Rozhovor času s hmotou na fagot i 3 perkusistów (1965)
- Ozveny na 31 wykonawców (1966)
- Pred s za na zespół kameralny (1967)
- Morceau de genre na skrzypce i fortepian (1968)
- Oktoedr na zespół kameralny (1968)
- Ad libitum na losowy zestaw wykonawców (1969)
- Souvenir na skrzypce i fortepian (1971)
- Serandalusia na skrzypce i fortepian (1971)
- 312-SL/723 na 2 akordeony (1975)
- happy end na 4 fortepiany (1976)
- Wariacje na temat Mozarta na 9 gitar (1976)
- Rrrondo na wiolonczelę i fortepian (1977)
- Scherzo na altówkę i fortepian (1978)
- 3 kwartety smyczkowe (I 1978, II 1978, III 1984)
- Kwintet smyczkowy na 2 skrzypiec, altówkę i 2 wiolonczele (1978)
- 2 sonaty skrzypcowe (I 1979, II 1980)
- Kwartet na flet, skrzypce, altówkę i wiolonczelę (1980)
- Serenada na instrumenty dęte (1981)
- 2 sonaty fortepianowe (I 1981, II 1981)
- Sonata na wiolonczelę (1984)
- Kwintet na 2 skrzypiec, altówkę, wiolonczelę i fortepian (1984)
- Trio na skrzypce, wiolonczelę i fortepian (1985)
- Oktet na klarnet, fagot, róg, 2 skrzypiec, altówkę, wiolonczelę i kontrabas (1986)
- 2 kwartety na skrzypce, altówkę, wiolonczelę i fortepian (I 1986, II 1986)
- Oktet na 2 oboje, 2 klarnety, 2 rogi i 2 fagoty (1988)
- Reinkarnation na obój, klarnet, róg, fagot i fortepian (1988)
- 24 kaprysy na skrzypce (1990)

### Utwory na chór a cappella
- Písmená na 8 głosów solowych (1967)
- Dreiklang na chór mieszany lub żeński (1972)

### Utwory wokalno-instrumentalne
- Missa Papae Ioannis Pauli Secundi na chór i orkiestrę (1979)
- kantata Kdy – kdyš ne ted? Kto – kdyš ne my? na chór i orkiestrę (1990)

### Utwory sceniczne
- singspiel Die Maske (1986)

### Utwory na taśmę
- E-Musik (1971)
- R-Musik (1973)

### Inne
- Klanginvasion auf Bonn, utwór o nieokreślonej długości złożony z hałasów ulicznych miasta Bonn (1970)